# Tunnel ferroviaire d'Arzviller
Ne doit pas être confondu avec Tunnel-canal d'Arzviller.
Le tunnel ferroviaire d'Arzviller est un tunnel long de 2 678 m, situé dans le département de la Moselle. Mis en service en 1851, c'est le premier et le plus long des six tunnels permettant à la ligne classique Paris – Strasbourg de franchir le massif des Vosges.
Il présente la particularité d'être jumelé au tunnel du canal de la Marne au Rhin.

## Histoire
Le tunnel est le dernier maillon du franchissement des Vosges par la ligne Paris – Strasbourg, importante composante de l'« étoile de Legrand ». Œuvre de l'ingénieur Henri Navier, celle-ci a permis dès 1852 de relier la capitale et la gare de Paris-Est à l'ensemble du Nord-Est français, notamment Strasbourg. La maîtrise d'œuvre et l'exploitation ont été assurées par la Compagnie des chemins de fer de l'Est, incorporée plus tard à la SNCF.
Venant de Metz, Adolf Hitler, chancelier du Reich, vint à Lutzelbourg le 26 décembre 1940. Son train, blindé, fut alors stationné dans le tunnel, avant son retour à Berlin.
Le 12 juillet 1990 vers 18 h 30, un train de marchandises transportant des véhicules prend feu dans le tunnel. L'origine du sinistre est dû au coffre d'une voiture qui s'est soudainement ouvert et touchant ainsi la caténaire, provoquant un incendie. Cette caténaire est arrachée sur plus de 300 mètres ; la locomotive s'arrête à l'extérieur du tunnel, mais les wagons sont bloqués à l'intérieur. Les pompiers de Sarrebourg, Phalsbourg et Lutzelbourg parviennent à maîtriser le feu, et ledit tunnel est rouvert vers 22 h 30.